# 米原想
米原 想（よねはら おもい）は、日本の男性音響効果技師。元・サウンドボックス所属。

## 作品
- Paradise Kiss（効果助手）
- 劇場版 甲虫王者ムシキング グレイテストチャンピオンへの道（効果助手）
- THE 有頂天ホテル（効果助手）
- 時をかける少女 ※倉橋静男と共同担当
- 永遠の法（サウンドエフェクトエディター）
- 劇場版 どうぶつの森 ※倉橋裕宗、山谷尚人、緒方康恭、西佐知子、渡辺雅文と共同担当
- 甲虫王者ムシキング スーパーバトルムービー 〜闇の改造甲虫〜（効果助手）
- 劇場版 NARUTO -ナルト- 疾風伝 ※長谷川卓也、渡邊雅文と共同担当
- ストレンヂア 無皇刃譚（効果助手）
- DARKER THAN BLACK -黒の契約者-（効果助手）
- まめうしくん